# Burak Yiğit
Burak Yiğit, né le 1er janvier 1986, est un acteur allemand d'origine turque.

## Filmographie

### Cinéma

#### Courts-métrages
- 2008 : Adems Sohn de Hakan Savas Mican : Baris
- 2009 : Moruk de Serdal Karaça : Hakan
- 2009 : An die Arbeit de Mingus Ballhaus : Ed
- 2011 : Zu Hause de Nenad Mikalacki : Driton
- 2012 : Memo de Banu Kepenek : Harun
- 2013 : Meine Beschneidung de Arne Ahrens : Docteur
- 2014 : Fingerspiel de Mauro Mueller : Eduardo
- 2014 : In Sieben Tagen de Holger Schumacher : Aysun
- 2015 : Für de Bartosz Bludau et Cem Özenir : Youssef

#### Films
- 2009 : 66/67 – Fairplay war gestern (de) de Jan-Christoph Glaser et Carsten Ludwig : Sinan
- 2010 : Shahada de Burhan Qurbani : Sinan
- 2010 : Bis aufs Blut – Brüder auf Bewährung (de) de Oliver Kienle : Sule
- 2011 : Method de Ulas Inan Inaç : Burak
- 2011 : Dr. Ketel de Linus de Paoli : Ercan
- 2011 : Pariser Platz - Berlin de Ivo Trajkov : musicien turc
- 2012 : Vent d'Ouest de Tim Staffel : Cem
- 2012 : Karaman de Branka Prlic et Tamer Yigit : Niyazi
- 2013 : UMMAH - Unter Freunden de Cüneyt Kaya : Jamal
- 2013 : Kurnaz - Fünf Jahre Leben de Stefan Schaller : Oktay
- 2013 : Willkommen bei Habib de Michael Baumann : Neco
- 2014 : Sin & Illy Still Alive de Maria Hengge : Mesuth
- 2015 : Victoria de Sebastian Schipper : Blinker
- 2015 : Mustang de Deniz Gamze Ergüven : Yasin, le chauffeur-livreur

### Télévision

#### Séries télévisées
- 2008 : Tatort : épisode Auf der Sonnenseite (de) : Deniz Nezrem
- 2009 : Le renard : Mesut Özat
- 2010 : SOKO Stuttgart : épisode Stimmen der Straße : Azem Agaj
- 2010 : SOKO Köln : épisode Das Attentat : Mehmet Joussufi
- 2012 : Une équipe de choc : épisode Eine Tote zu viel : Ergün Gözdal
- 2012 : MEK 8 : épisode Fanatisch : Malik Isouh
- 2012 : Polizeiruf 110 : épisode Fieber : Cem Imren
- 2012 : Brigade du crime : épisode Tod eines Lehrers : Mustafa Demir
- 2013 : Großstadtrevier : épisode Von einer Sekunde auf die andere : Besim Tahani
- 2013 : Heldt (de) : épisode Gefährliches Spielzeug : Alan Barsani
- 2014 : Tatort : épisode Kopfgeld (de) : Shirwan
- 2015 : Tatort : épisode Der Große Schmerz : Shirwan
- 2018 : Dogs of Berlin

#### Téléfilms
- 2012 : Trois pièces, cuisine, bains de Dietrich Brüggemann : Bibelforscher
- 2013 : Nichts für Feiglinge de Michael Rowitz : Mehmet
- 2014 : Momentversagen de Friedemann Fromm : Cem
- 2015 : Einstein de Thomas Jahn : Miran Bastürk
- 2015 : Der Pfarrer und das Mädchen de Maris Pfeiffer : Erdem

## Distinctions

### Récompenses
- Internationales Filmfest Emden-Norderney 2010 : EZetera Filmpreis avec Jacob Matschenz pour Bis aufs Blut – Brüder auf Bewährung
- Bayerischer Filmpreis 2010 : catégorie Nachwuchsdarsteller avec Jacob Matschenz pour Bis aufs Blut – Brüder auf Bewährung

### Nominations
- Berlinale 2010 : nomination pour l'Ours d'or du meilleur film pour Shahada